# Placca di Timor

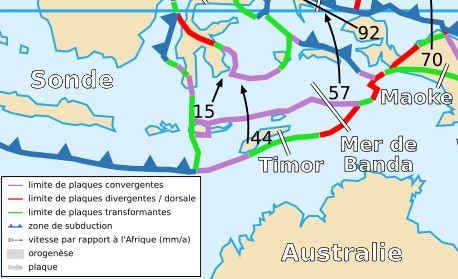
Collocazione della placca di Timor

La placca di Timor  è una microplacca tettonica della litosfera terrestre. Ha una superficie di 0,0087 steradianti ed è associata alla placca euroasiatica.
Deriva il suo nome dall'isola di Timor.

## Caratteristiche
È situata nella parte meridionale dell'Insulindia. Copre la parte meridionale del Mar di Banda, la parte nord-orientale del Mare di Timor, e le isole di Flores e Timor, da cui deriva il nome. 
La placca di Timor è in contatto con la placca della Sonda, la placca del Mar di Banda, e la placca australiana. 
La placca si sposta con una velocità di rotazione di 1,514° per milione di anni secondo un polo euleriano situato a 19°52' di latitudine nord e 112°18' di longitudine est.